# Carlos Alberto Ferreira de Almeida
Carlos Alberto Ferreira de Almeida (Vila Maior, Vila da Feira, 27 de dezembro de 1934 – Ilha de Margarita, Venezuela, 28 de julho de 1996) foi um professor, historiador de Arte, etnógrafo, arqueólogo e antropólogo português.

## Vida e obra
Filho de Carlos Pinto de Almeida e de Maria Ferreira da Rocha.
Formou-se em Teologia entre 1954 e 1958, sendo ordenado presbítero na Sé do Porto a 3 de agosto de 1958 pelo então bispo D. António Ferreira Gomes. Foi pároco nas freguesias de Santa Maria de Avioso e de Gondim, ambas pertencentes ao concelho da Maia, até 1973 ano em que abandona o sacerdócio.
Em 1961 entra na Universidade de Coimbra no curso de História mas transfere-se, no ano seguinte, para a recém criada Faculdade de Letras da Universidade do Porto onde concluiu a licenciatura a 29 de julho 1968 com a tese Vias Medievais I. Entre-Douro-e-Minho.
Começa a sua carreira académica, ainda em 1968, na Faculdade de Letras da Universidade do Porto onde vem a defender a sua tese de doutoramento em História da Arte intitulada Arquitectura Românica de Entre-Douro-e-Minho (1979).
Em 1982 obtém o título de agregado da Faculdade de Letras da Universidade do Porto ascendendo, passados dois anos, a professor catedrático.
Foi autor de uma vasta produção científica nos domínios da Arqueologia, História de Arte, Etnografia e Antropologia Cultural.
Morreu a 28 de julho de 1996, em circunstâncias trágicas, na Ilha de Margarita, na Venezuela, quando passava férias com a família.